# АЭС Гольфеш
АЭС Гольфеш (фр. Centrale nucléaire de Golfech) — действующая атомная электростанция на юге Франции в регионе Окситания.
АЭС расположена на берегу реки Гаронна на территории коммуны Гольфеш в департаменте Тарн и Гаронна в 50 км на запад от города Монтобан.
АЭС состоит из двух энергоблоков с реакторами с водой под давлением (PWR) конструкции Framatome P’4 мощностью 1363 МВт каждый. Для охлаждения на АЭС используются две градирни.

## Инциденты
В январе 2010 года на АЭС Гольвеш произошла утечка трития — радиоактивного изотопа водорода. Утечка была незначительной, но на руководство станции было подано несколько исков, которые впоследствии были удовлетворены.

## Информация об энергоблоках
| Энергоблок | Тип реакторов     | Мощность | Мощность | Начало строительства | Физпуск    | Подключение к сети | Ввод в эксплуатацию | Закрытие |
| Энергоблок | Тип реакторов     | Чистый   | Брутто   | Начало строительства | Физпуск    | Подключение к сети | Ввод в эксплуатацию | Закрытие |
| ---------- | ----------------- | -------- | -------- | -------------------- | ---------- | ------------------ | ------------------- | -------- |
| Гольфеш-1  | PWR, P’4 REP 1300 | 1310 МВт | 1363 МВт | 17.11.1982           | 24.04.1990 | 07.06.1990         | 01.02.1991          | —        |
| Гольфеш-2  | PWR, P’4 REP 1300 | 1310 МВт | 1363 МВт | 01.10.1984           | 21.05.1993 | 18.06.1993         | 04.03.1994          | —        |